# Bund Deutscher Karneval
Der Bund Deutscher Karneval e. V. (BDK) mit Sitz in Bexbach (Saarland) wurde am 24. Oktober 1953 im Kurfürstlichen Schloss in Mainz gegründet als Dachverband der deutschen Fastnachts- und Karnevalsvereine. Er ist Mitglied in der Närrischen Europäischen Gemeinschaft (NEG). Hauptzweck des Verbandes ist die „Förderung des karnevalistischen Brauchtums“, was die Förderung bei der Organisation karnevalistischer Sitzungen, des Straßenkarnevals und der Förderung des Karnevalsnachwuchses umfasst.

## Geschichte
„Das Reichsministerium für Volksaufklärung und Propaganda (hatte) gemeinsam mit dem Reichsfremdenverkehrsverband und der NS-Gemeinschaft Kraft durch Freude die Vertreter der Karnevalsvereine für den 16. Januar 1937 zu einem internationalen Karnevalskongress nach München (eingeladen …). Der Kongress führte schließlich zum Zusammenschluss der Karnevalsgesellschaften aus rund 50 großdeutschen Karnevalsstädten und -gemeinden im neu gegründeten Bund Deutscher Karneval.“ Mit dem Beginn des Zweiten Weltkriegs erlosch der Karneval. Der BDK erlebte im Januar 1953 seine Rinascita. Lange war die Zeit für eine kritische Betrachtung der Instrumentalisierung des Karnevalsbrauchtums nicht reif.
 1972 trennte sich der Regionalverband Karnevalistischer Korporationen Rhein-Mosel-Lahn e. V. vom BDK und besteht heute fort unter der Bezeichnung Rheinische Karnevals-Korporationen parallel zum Landesverband Rhein-Mosel-Lahn.

## Struktur
Der Karneval ist in Deutschland in ähnlicher Weise strukturiert wie die Sportvereine, die in Stadt- und Kreisverbänden sowie in Landesverbänden bundesweit organisiert sind, doch hat jeder Verband für seine spezielle Art, die närrische Zeit zu begehen. Diese Arten können sich zwar teilweise überschneiden und ähneln sich zum Teil auch, haben aber oft verschiedene Ursprünge.

## Regionalverbände
Die Landesverbände pflegen den Karneval auf einer traditions- und landsmannschaftlich gebundenen Grundlage.
Der Landesverband ist die Vertretung des BDK auf dem Gebiet des Verbandsbereiches. Dabei berät und hilft er den Karnevalsvereinen, hält Kontakte zur Politik und zur Öffentlichkeit. Er legt besonderen Wert auf die Förderung bei der Durchführung von Turnieren für Karnevalsdarbietungen und unterhält ein umfangreiches Archiv zur Dokumentation der karnevalistischen Tradition im Verbandsgebiet.

### Liste der Landesverbände
Der BDK ist in 35 Landesverbände untergliedert:
| Verbandssitz      | Name                                                                | Gründungsdatum    | Vertretene Vereine | Mitglieder (Direkt) | Mitglieder (Gesamt) |
| ----------------- | ------------------------------------------------------------------- | ----------------- | ------------------ | ------------------- | ------------------- |
| Aachen            | Ausschuss Aachener Karneval e. V.                                   | 11. Februar 1829  | 54                 |                     |                     |
| Bergheim          | Karnevalsverband Rhein-Erft e. V.                                   | 1957              | 160                |                     |                     |
| Bergisch Gladbach | Regionalverband Rhein-Berg e. V. (Karneval)                         | 1957              | 69                 | 70                  | ca. 8.000           |
| Berlin            | Karnevalverband Berlin-Brandenburg                                  | 16. Juli 1990     | 142                |                     |                     |
| Bonn              | Regional-Verband Rhein-Sieg-Eifel e. V. (RSE) (Karneval)            | 10. Dezember 1954 | 346                |                     |                     |
| Buchen            | Narrenring Main-Neckar e. V.                                        | 5. Februar 1951   | 56                 |                     | ca. 12.500          |
| Dessau            | Landesverband Sachsen-Anhalt (Karneval)                             | April 1992        | 178                |                     |                     |
| Dortmund          | Bund Ruhr-Karneval e. V.                                            | 23. März 1963     | 114                |                     | mehr als 10.000     |
| Dresden           | Verband Sächsischer Carneval e. V.                                  | 4. März 1990      | 205                |                     |                     |
| Düren             | Regionalverband Düren e. V. (Karneval)                              | 17. Oktober 1957  | 96                 |                     | ca. 13.000          |
| Düsseldorf        | Comitee Düsseldorfer Carneval                                       | 1825              |                    |                     |                     |
| Duisburg          | Landesverband Rechter Niederrhein im Bund Deutscher Karneval e. V.  | 31. Mai 1968      | 115                |                     | ca. 10.000          |
| Erfurt            | Landesverband Thüringer Karnevalvereine e. V.                       | 23. Juni 1990     | 315                |                     | 24.000              |
| Eschweiler        | Karnevals-Komitee der Stadt Eschweiler e. V.                        | 1850              | 22                 |                     |                     |
| Hannover          | Karneval-Verband Niedersachsen e. V.                                | 16. Juli 1978     | über 100           |                     |                     |
| Herzogenrath      | Verband der Karnevalsvereine Aachener Grenzlandkreise e. V.         | 30. Juni 1956     | über 160           |                     |                     |
| Kiel              | Norddeutscher Karneval-Verband e. V.                                | 15. Mai 1955      | 35                 |                     |                     |
| Köln              | Festkomitee des Kölner Karnevals von 1823 e. V.                     | 1823              |                    |                     |                     |
| Krefeld           | Regionalverband Linksrheinischer Karneval e. V.                     |                   |                    |                     |                     |
| Lauingen          | Regionalverband Bayerischer-Schwäbischer Fastnachtsvereine e. V.    | 29. November 1980 | 118                |                     | 21.000              |
| Leverkusen        | Regionalverband Leverkusen-Rhein-Wupper (Karneval)                  |                   |                    |                     |                     |
| Mainz             | Interessengemeinschaft Mittelrheinischer Karneval e. V.             | 5. Februar 1946   |                    |                     |                     |
| München           | Landesverband Oberbayern (Karneval)                                 |                   |                    |                     |                     |
| Münster           | Bund Westfälischer Karneval e. V.                                   |                   |                    |                     |                     |
| Nabburg           | Vereinigung ostbayerischer Faschingsgesellschaften e. V.            |                   |                    |                     |                     |
| Nürnberg          | Fastnacht-Verband Franken e. V.                                     | 23. August 1953   | 240                | 1.000               | 35.000              |
| Kehl am Rhein     | Ortenauer Narrenbund e. V.                                          | 1981              | 57                 |                     |                     |
| Saarbrücken       | Verband Saarländischer Karnevalsvereine e. V.                       | 2. Dezember 1953  | 174                |                     | 34.500              |
| Schwerin          | Karneval-Landesverband Mecklenburg-Vorpommern                       | 25. Mai 1990      | 81                 |                     | ca. 5000            |
| Speyer            | Vereinigung Badisch-Pfälzischer Karnevalvereine e. V.               | 10. Oktober 1937  | 370                |                     | 80.000              |
| Stolberg (Rhld.)  | Karnevalskomitee der Stadt Stolberg e. V.                           |                   | 14                 |                     |                     |
| Stuttgart         | Landesverband Württemberg. Karnevalvereine e. V.                    | 29. März 1958     |                    |                     |                     |
| Trier             | Landesverband Rhein-Mosel-Lahn e. V. (Karneval)                     |                   |                    |                     |                     |
| Vellmar           | Karneval-Verband Kurhessen e. V.                                    |                   |                    |                     |                     |
| Wuppertal         | Verband Rheinisch-Bergisch-Märkischer Karnevalsgesellschaften e. V. | 1949              | 70                 |                     | ca. 2500            |
| Würselen          | Verband der Karnevalsvereine Aachener Grenzlandkreise e. V.         | 1956              | 160                |                     |                     |

## Tanzturniere
Der Bund Deutscher Karneval ist Veranstalter der Deutschen Meisterschaft im karnevalistischen Tanzsport.
- Deutsche Meisterschaft im karnevalistischen Tanzsport 2009
- Deutsche Meisterschaft im karnevalistischen Tanzsport 2010
- Deutsche Meisterschaft im karnevalistischen Tanzsport 2019
- Deutsche Meisterschaft im karnevalistischen Tanzsport 2023

## Jugendarbeit (BDK-Jugend)
Die Bund Deutscher Karneval-Jugend (BDK-Jugend) ist der Dachverband von 35 karnevalistischen Jugend- und Landesverbänden im Bund Deutscher Karneval e. V. mit rund 700.000 Mitgliedern. Sie vertritt die Interessen von Kindern, Jugendlichen und jungen Erwachsenen in Politik, Kultur und Gesellschaft.
Die Bund Deutscher Karneval-Jugend ist ein gemeinnütziger, überparteilicher und überkonfessioneller Dachverband, der im Bereich der kulturellen und politischen Jugendarbeit tätig ist.
Die Bund Deutscher Karneval-Jugend wurde am 20. Juni 2009 in Köln gegründet.

## Ehrenmedaille
1982: E.V. Altes Zeughaus Mönchengladbach

## Kulturpreis der deutschen Fastnacht
Der Kulturpreis der deutschen Fastnacht wurde erstmals 1993 anlässlich des 40. Geburtstages des BDK verliehen. Preisträger waren bislang
- 1993 Werner Mezger (Fastnachtsforscher)
- 1996 Dietz-Rüdiger Moser (Universitätsprofessor)
- 1999 Max-Leo Schwering (Karnevalsforscher)
- 2002 Hans-Joachim Schumacher (ehemaliger Leiter des Deutschen Fastnachtsmuseum)
- 2005 Manfred Merz (bildgestaltender Künstler)
- 2008 Wolfgang Oelsner (Autor und Karnevalsphilosoph)
- 2011 Günter Schenk (Publizist und Autor)
- 2014 Reinold Louis (Brauchtumsforscher)
- 2017 Michael Euler-Schmidt (stellvertretender Direktor des Kölnischen Stadtmuseums)[5]
- 2021 Peter Krawietz[6] (Historiker, Mainz)